# Gul
För andra betydelser, se Gul (olika betydelser).
Gul är en av de traditionella spektralfärgerna och det gula färgområdet omfattar olika gula färger/nyanser. I det standardiserade färgbeteckningssystemet NCS är gul en av sex elementarfärger och har beteckningen Y. I CMYK-systemet för subtraktiv färgblandning är gul (Y) en av de tre primärfärgerna. Gult är vanligt bland blommor, och gula jordpigment har hämtats ur jorden ända sedan forntiden. Som symbolfärg har gult både tydligt positiva och tydligt negativa innebörder.

## Definition
Många forskare uttrycker en grundläggande svårighet att alls definiera vad färg ÄR och färgordet "gul" har ingen entydig betydelse utan definieras olika inom olika vetenskapsgrenar och även av olika forskare inom samma vetenskapsgren. Arne Valberg, professor i biofysik, menar att färger är uppenbara fakta (sinnesdata) som inte kan förnekas, men att de, liksom andra kvalitativa upplevelser inte har några fysiska motsvarigheter.  C.L. Hardin, professor i filosofi skiljer på motsvarande sätt mellan fysikalisk färg och uppfattad färg, och menar att vardagsspråkets färgord bör reserveras för färger så som vi ser dem.
I denna artikel används olika definitioner i olika avsnitt. I de flesta fall framgår det av sammanhanget vilken definition som används, och annars anges det i respektive avsnitt.

### Definition utifrån språkbruk
Ett sätt att definiera "gul" utgår från hur ordet används i svenska språket. I detta fall är gul ett färgområde, inte en specifik färg. Ordet gul  används främst för färger som är relativt ljusa och klara. De mörkare och mera dämpade färgerna med samma kulörtoner kallas bruna eller olivgröna och de mera gråaktiga kallas ibland beige. Om rödheten ökar övergår den gula färgen till orange. Färgnamnet gul täcker alltså in en betydligt mindre del av färgvärlden än färgnamnen blå eller grön, och motsvarande gäller i de flesta andra språk. Gränserna mellan de färgområden som benämns med respektive färgord är flytande, varierar med situationen och individen och kan förändras över tiden.

### Definition utifrån våglängd hos monokromatiskt ljus
| Ett sätt att dela upp färgspektrum | Ett sätt att dela upp färgspektrum                                                                                      | Ett sätt att dela upp färgspektrum                                                                                      | Ett sätt att dela upp färgspektrum                                                                                      |
| ---------------------------------- | --- | --- | --- |
|                                    | | | |
|                                    | | | |
|                                    | Färg | Våglängd (nm) | Frekvens (THz) |
|                                    | Röd | 625–740 | 480–405 |
|                                    | Orange | 590–625 | 508–480 |
|                                    | Gul | 565–590 | 531–508 |
|                                    | Grön | 520–565 | 577–531 |
|                                    | Cyan * | 500–520 | 600–577 |
|                                    | Blå * | 435–500 | 690–600 |
|                                    | Violett | 380–435 | 789–690 |
|                                    | | | |
| *                                  | Newtons sjudelade spektrum inkluderade ”blått” och ”indigo”, som kan ha motsvarat ”cyan” respektive ”blått” i tabellen. | Newtons sjudelade spektrum inkluderade ”blått” och ”indigo”, som kan ha motsvarat ”cyan” respektive ”blått” i tabellen. | Newtons sjudelade spektrum inkluderade ”blått” och ”indigo”, som kan ha motsvarat ”cyan” respektive ”blått” i tabellen. |

En annan definition utgår från vilka strålningsvåglängder av monokromatiskt ljus som får människor att se gula färger i de mycket speciella situationer där man bara ser en våglängd i taget. Även här handlar det om ett färgområde som inte har någon exakt avgränsning. Spektrum utgörs av en kontinuerlig övergång mellan olika våglängder, och det finns inget allmänt vedertaget sätt att dela in det i olika färger. Ett av många förslag till indelning visas i boxen härintill, som också visar strålningens frekvens uttryckt i terahertz (THz) . Det våglängdsspann som kallas gult varierar mellan olika källor, och kan som mest sträcka sig mellan 550 och 600 nanometer (nm). Strålning med närmast kortare våglängd ger grön färg medan närmast längre våglängd ger orange.
Ett annat sätt att definiera gult utifrån spektrum är att ange en ungefärlig våglängd som motsvarar en typisk gul. Inte heller här finns någon allmänt vedertagen definition. De våglängder som anges kan variera mellan ungefär 570 och 580 nm, men källorna är noga med att understryka att dessa angivelser endast är ungefärliga och beror på en rad omständigheter.

### Olika definitioner i olika tillämpningar

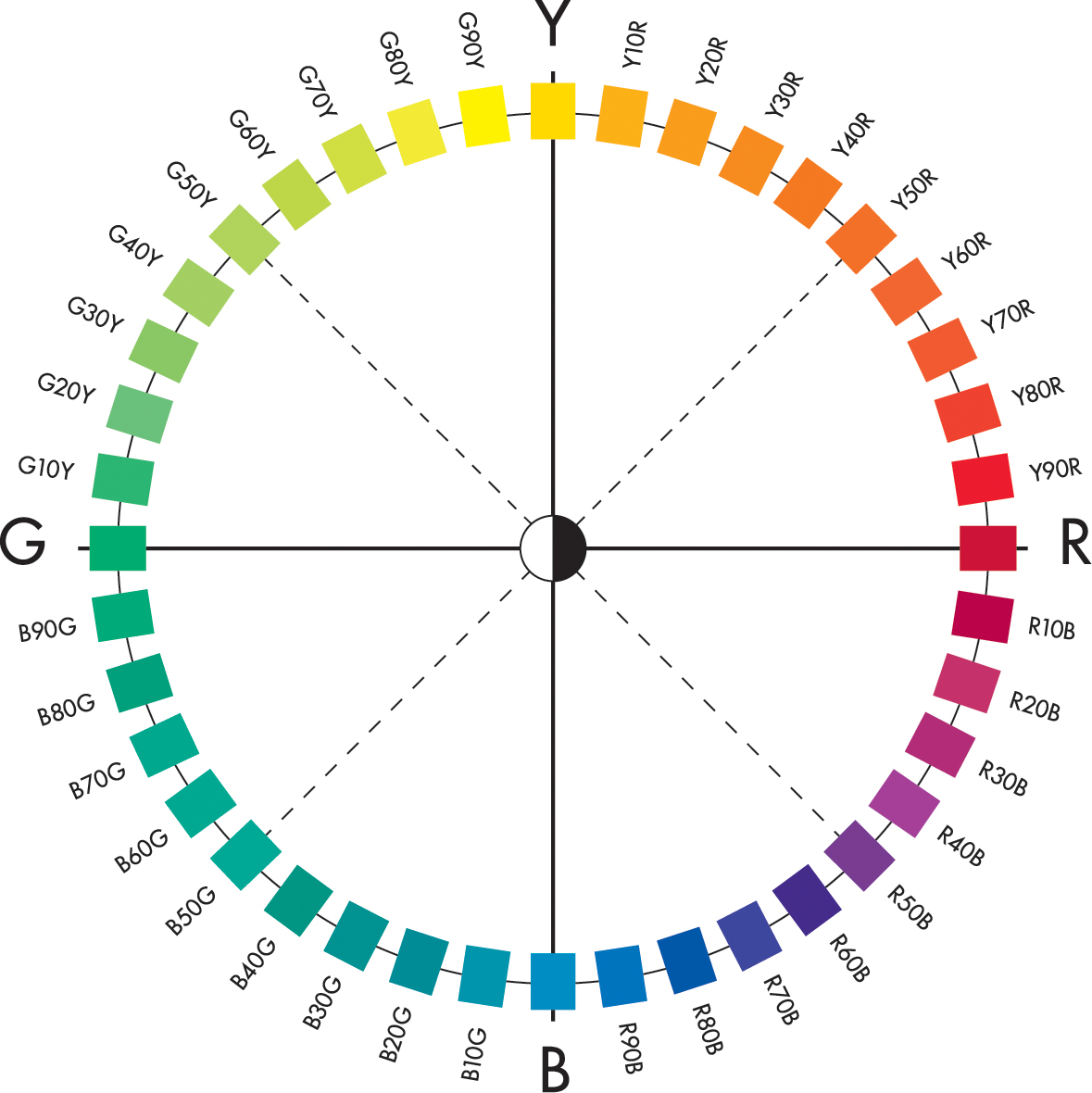
NCS kulörtoncirkel. Den gula elementarfärgen kallas Y.

Färgcirkel som visar maximalfärger i Munsell Book of Color. Den gula grundfärgen kallas 5Y

I olika färgbeskrivningsmodeller och tillämpningar finns ett antal färger som utgör just den modellens/tillämpningens utgångspunkt vad gäller "gul". De definieras utifrån olika utgångspunkter och är inte samma gula färg, och ingen av dem gör anspråk på att vara den enda och sanna gula - i stället kallas de "den gula elementarfärgen", "den gula grundfärgen" etc.
Några exempel:
- I opponentfärgsteorin, som är den allmänt accepterade teorin om människans färgseende, är gul en av de fyra unika kulörtonerna och karakteriseras att den varken är grönaktig eller rödaktig.  För varje person finns ett smalt våglängdsområde i spektrum som motsvarar personens uppfattning av unikt gult, men vilka våglängder det handlar om varierar från individ till individ. Vilka processer i hjärnan som får oss att se dessa färger som unika är ännu inte klarlagt.
- I det i Sverige standardiserade färgbeteckningssystemet NCS (Natural Colour System) är gul (Y) en av sex elementarfärger och definieras som den färg som inte har någon visuell likhet med rött, blått, grönt, vitt eller svart. Denna definition utgår alltså helt från färgperception. Den gula elementarfärgen är imaginär i betydelsen att den representerar föreställningen om en ideal färg och finns inte specificerad i form av färgprov eller fysiska mätvärden.  I NCS färgatlas visas ett antal färgprover som under standardiserade betraktningsförhållanden, och med hopvägning av många observatörers bedömningar, har samma uppfattade kulörton men inte är lika rena som den gula elementarfärgen. Deras tristimulusvärden och trikromatiska koordinater med hänvisning till CIE finns publicerade i tabellform.
- I det amerikanska färgsystemet Munsell Book of Color är Yellow en av fem grundläggande kulörtoner (principal hues), och definieras med kolorimetriska värden. Munsell-systemets gula grundfärg överensstämmer relativt väl med NCS-systemets gula elementarfärg.
- I CMYK-systemet för subtraktiv färgblandning är Yellow (G) en av de tre primärfärgerna, men exakt vilken gul färg som avses kan variera mellan olika tillämpningar.
- En av de 16 originalfärgerna för HTML 4.01, det system som specificerar och benämner färger för användning på internet, har namnet Yellow. Dess koordinater visas i boxen härintill. Den motsvarar den gula sekundärfärgen i den standardiserade RGB-färgrymden sRGB och erhålls genom lika blandning av de två primärfärgerna rött och grönt. Primärfärgerna definieras med hänvisning till CIE:s tristimulusvärden (CIE XYZ), men de matematiska formlerna för detta varierar något mellan olika källor.

## Gult i naturen

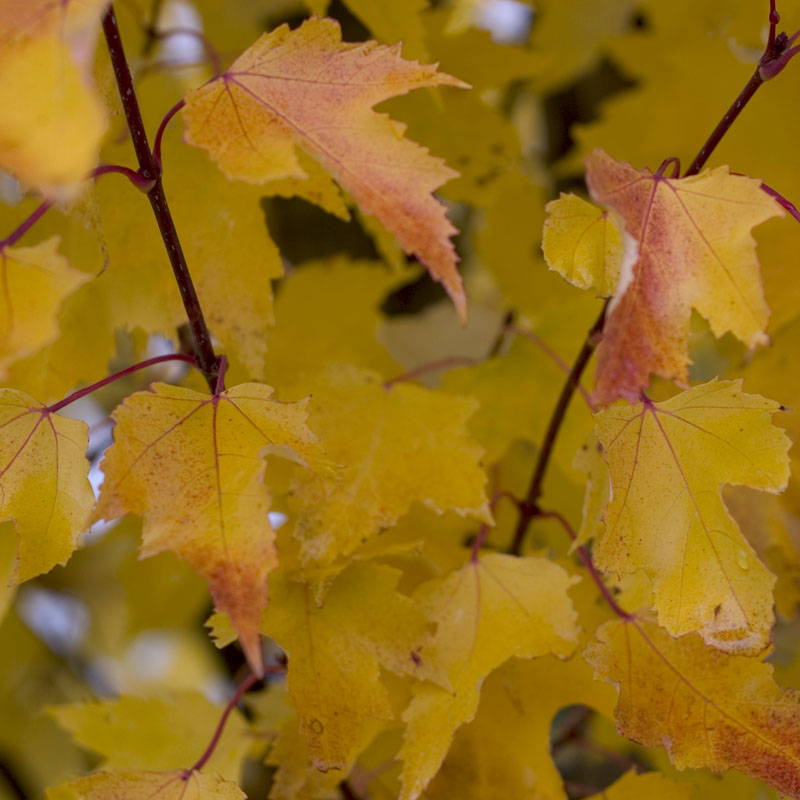
Höstlöv

När vårt öga nås av ljus med en våglängd kring 580 nanometer ser vi i normalfallet en gul färg. Strålning med bara en våglängd (monokromatiskt ljus) förekommer dock bara i specialfall, som till exempel regnbågen, och normalt sett är det en blandning av många olika våglängder som får oss att se en gul färg.
Gula lerjordar får sin färg av huvudsakligen järnhydroxid och används som pigment under namnet ockra.
Gula blommor är vanliga i naturen, och deras gula färg är oftast mycket intensiv. Många, till exempel smörblommor, får sin gula färg av fettlösliga xantofyller och karotener. Samma färgämnen ger också de gula höstlöven deras färger. De finns i löven även när de är gröna, men blir synliga först när det gröna klorofyllet bryts ned innan lövfällningen.
Även i fjäderdräkten hos fåglar finns gula karotenoider, medan gula färger hos däggdjur vanligtvis orsakas av en annan typ av pigment, kallade feomelaniner.

## Gula pigment och färgämnen
Bland de växt- och djurbaserade färgämnen som traditionellt har använts för färgning av textilier finns flera som ger gula färger, till exempel björklöv och färgreseda. Genom infärgning av till exempel krita har samma färgämnen kunnat användas som pigment i målar- och konstnärsfärg (se färglacker). Från 1800-talets mitt har de traditionella växtfärgerna och färglackerna gradvis ersatts av nya syntetiska färgämnen.
För måleri har man i äldre tid hämtat pigment ur jorden eller krossat mineraler. Gula ockror har använts som pigment ända sedan forntiden, och för mer exklusiva ändamål har man ibland använt krossad realgar (auripigment). Man har också mycket länge tillverkat gula pigment baserade på bly. De gula jordpigmenten är idag till största delen ersatta av syntetiskt tillverkade motsvarigheter som har i princip samma kemiska innehåll men som kan ge lite mera intensiva kulörer än de naturliga jordpigmenten. De säljs under namn som järnoxidgult men kallas också ockra, speciellt när det gäller konstnärsfärger.
I början av 1800-talet började man producera nya gula pigment med utgångspunkt från de nyupptäckta grundämnena krom och kadmium, och i början av 1900-talet började den petrokemiska industrin tillverka gula azofärgämnen.
I färgtillverkarnas brytsystem ingår normalt följande gula pigment (2010):
- Järnoxidgult (PY42)
- Vismutgult / vismutvanadat (PY184)
- Klargult / arylamid (PY74)
- Rödaktigt gult / diarylamid (PY83)

För blandning av pigment finns flera olika uppsättningar av tre grundfärger eller primärfärger som tillsammans med svart och vitt antagits räcka till för att åstadkomma alla andra färger. Den traditionella uppsättningen med ett rött, ett gult och ett blått pigment blev kodifierad kring år 1600. Grönt åstadkoms i detta fall genom blandning av gult och blått pigment.

## Gult i tryckning och digital teknik
I CMYK-systemet, som används till färgskrivare och fyrfärgstryck, är gult (Y) en primärfärg tillsammans med cyan (C) och magenta (M). I RGB-systemet för additiv färgblandning på till exempel bildskärmar är gult i stället en sekundärfärg, som åstadkoms genom blandning av rött och grönt. CMYK och RGB är anpassade till varandra så att den gröna sekundärfärgen i CMYK åtminstone i teorin motsvarar den gröna primärfärgen i RGB.
Bland X11-färgerna för bildskärmar finns fyra färger med engelska namn som slutar på "yellow". Nedan anges deras hexadecimala RGB-koder.
|                      | RGB      | RGB         |
| Färgnamn             | Hex      | Decimal     |
| -------------------- | -------- | ----------- |
| yellow               | ff0ff000 | 25502550000 |
| lightyellow          | ff0ff0e0 | 25502550224 |
| lightgoldenrodyellow | fa0fa0d2 | 25002500210 |
| greenyellow          | ad0ff02f | 17302550047 |

## Etymologi
Ordet gul och dess motsvarighet på flera andra germanska språk kan härledas tillbaka till ett indoeuropeiskt ord som kunde beteckna flera gula och gröna nyanser. Ordet guld är avlett från gul.

## Associationer och symbolisk innebörd

Kinas första nationsflagga.

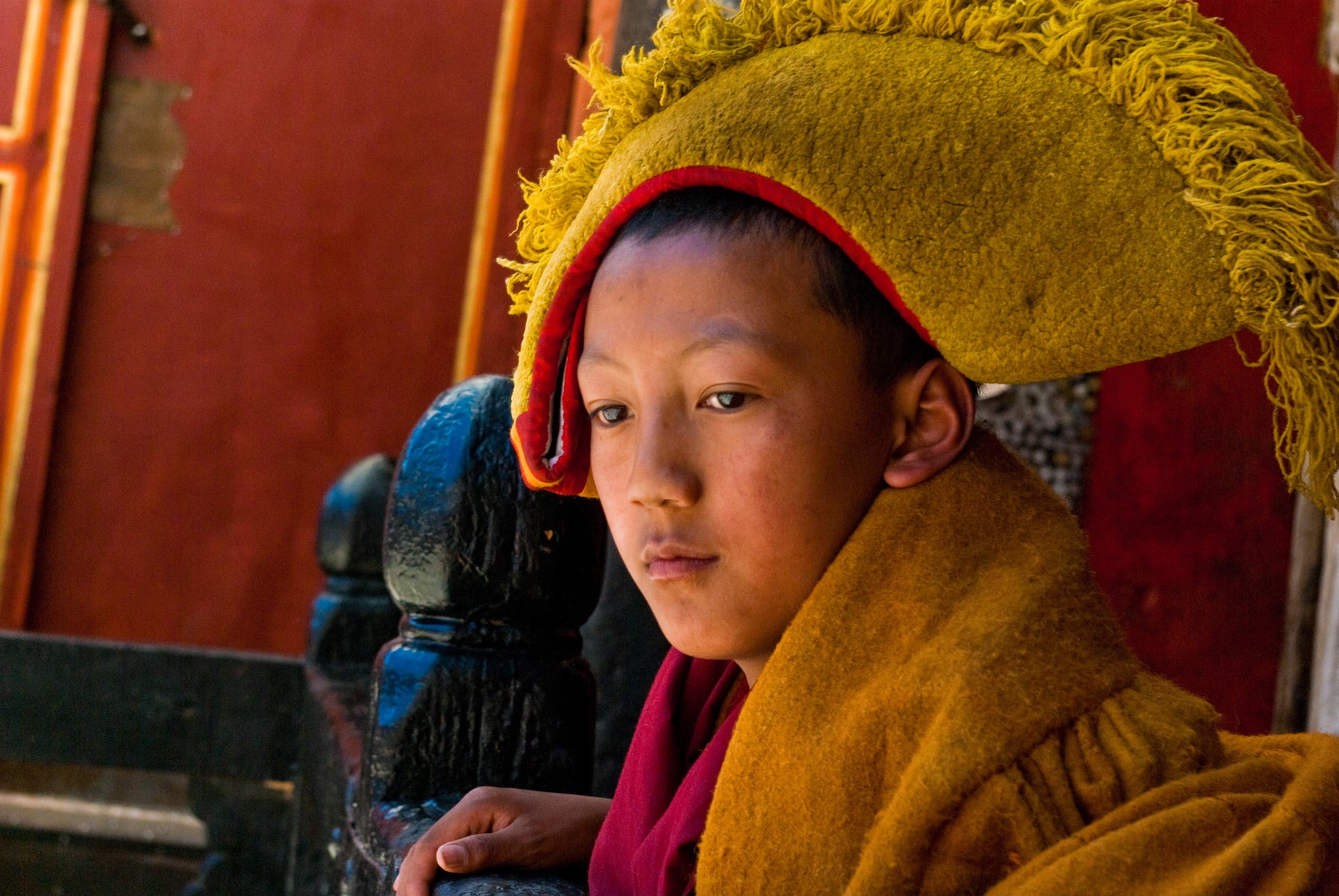
Buddhistmunk i Trashilhünpo

Gult är liksom många andra färger förknippat med en mängd associationer, föreställningar och symboliska betydelser. Här finns stora skillnader mellan olika kulturer, och även mellan subkulturer, och den enskilda personens associationer är dessutom alltid personliga. När det gäller färgers fysiologiska och psykologiska påverkan på människor finns det stora kunskapsluckor och mycket litet är vetenskapligt belagt Trots detta presenteras omstridda resultat ofta som fakta, och både bland allmänheten och professionella färgsättare florerar mängd myter och faktoider som forskare inom området inte kan bekräfta.
Inom den protestantiska Svenska kyrkan symboliserar gult av tradition vissnande och sådana onda saker som förräderi och avundsjuka, men kan också stå för guld och det eviga ljuset, Guds härlighet och makt. Motsvarande tvetydighet där gult ses som  antingen tydligt negativt eller tydligt positivt återfinns även i andra delar av den västerländska kulturen. Gult har symboliserat falskhet och smitta, med den gula pestflaggan som exempel, men det har också använts för att representera metallen guld med alla dess associationer av makt och rikedom. Adjektivet gul används även nedsättande om tidningar som förlitar sig på sensationalism, den så kallade "gula pressen".
I den antika temperamentsläran, som förbinder färger med kroppsvätskor, står gult för galla och ett koleriskt och hetsigt temperament.
Inom äldre kinesisk kultur associerades gult med jord av de fem grundläggande elementen och med mitten av riktningarna. Dessutom har gult haft en speciell status som den kinesiska kejsarfamiljens färg, med förbud för andra än kejsaren och hans söner att bära gula kläder. Kinas första nationsflagga hade gul bakgrund, med association till den gula kejsarfärgen och det mandarinkinesiska namnet på landet ("mittens rike").  I kinesisk kultur har gult också stått för ålderdomen.
Inom buddhismen används gult för att uttrycka mildhet och används ofta av munkar.
I Sverige gjordes på 1960-talet en standardisering av fyra färger för varselmärkning, där gult användes som varning för personskador. Grunddragen av denna standardisering gäller fortfarande. För att underlätta uppfattbarheten rekommenderas att gult ska kombineras med kontrastfärgen svart, en kombination som inte är vald av en slump utan anspelar på färgteckningen hos getingar och andra djur som vi har lärt oss att undvika. Även i trafikljusen är gult en färg som manar till uppmärksamhet och försiktighet, och av samma skäl är väghållningsfordon och ambulanser ofta gula.
I Sverige och ett antal andra länder har en stark "postgul" färg mycket länge symboliserat postväsendet.

## Gult i konst och mode
Gult, tillverkad av gul ockra, tillhörde de färger som användes i förhistorisk konst. Bland grottkonsten i Lascauxgrottan från paleolitisk tid finns avbilden av en häst färgad i gult, och i forntidens Egypten användes färgen frikostigt för att avbilda guld och människors hud.
Antikens greker använde gult flitigt inom konsten: de fyra huvudfärgerna inom grekiskt måleri var rött, gult, svart och vitt. Intensiva färger var populära i det romerska riket, och gult liksom rött var en omtyckt färg i väggmålningar och annan dekoration och inredning. 
Under medeltiden associerades gult med Judas Iscariot och fick därför dåligt rykte som en symbol för avund, svartsjuka och förräderi. Icke kristna avbildades ofta i gult, så som judar, som också i vissa fall tvingades bära gult, och de kättare som ställdes inför Spanska inkvisitionen kläddes ofta i gula fångkläder. Färgen associerades även med guld och alltså rikedom, bankirer och pengautlåning, och ingick bland annat i Huset Medicis vapensköld. Gult var ingen exklusiv modefärg. Den var vanligen billig att åstadkomma, och brungult var vanlig bland allmänheten. 
Färgen användes oftare under 1600-talet. Under rokokon på 1700-talet blev gult en populär modefärg. Rokokon var pastellfärgernas konstart, och gult var tillsammans med rosa, ljusblått och vitt en av de mest omtyckta modefärgerna. Under 1800-talet var gult, främst blekt gult, en av de färger som ofta användes i den färggranna viktorianska damdräkten. Under viktoriansk tid ansågs färg över huvud taget vara något feminint och färger utöver svart, vitt, grått, brunt och marinblått var inte accepterat för män, men brungult accepterades i vissa fall för män till byxor.

## Gult ljus
Lågtrycksnatriumlampor som används i bland annat trafiksammanhang ger ett i stort sett monokromatiskt gult ljus med våglängderna 589,0 och 589,5 nanometer. De är mycket energieffektiva eftersom våglängden ligger nära ögats känslighetsmaximum, men det är praktiskt taget omöjligt att urskilja olika färger i sådan belysning.

## Galleri

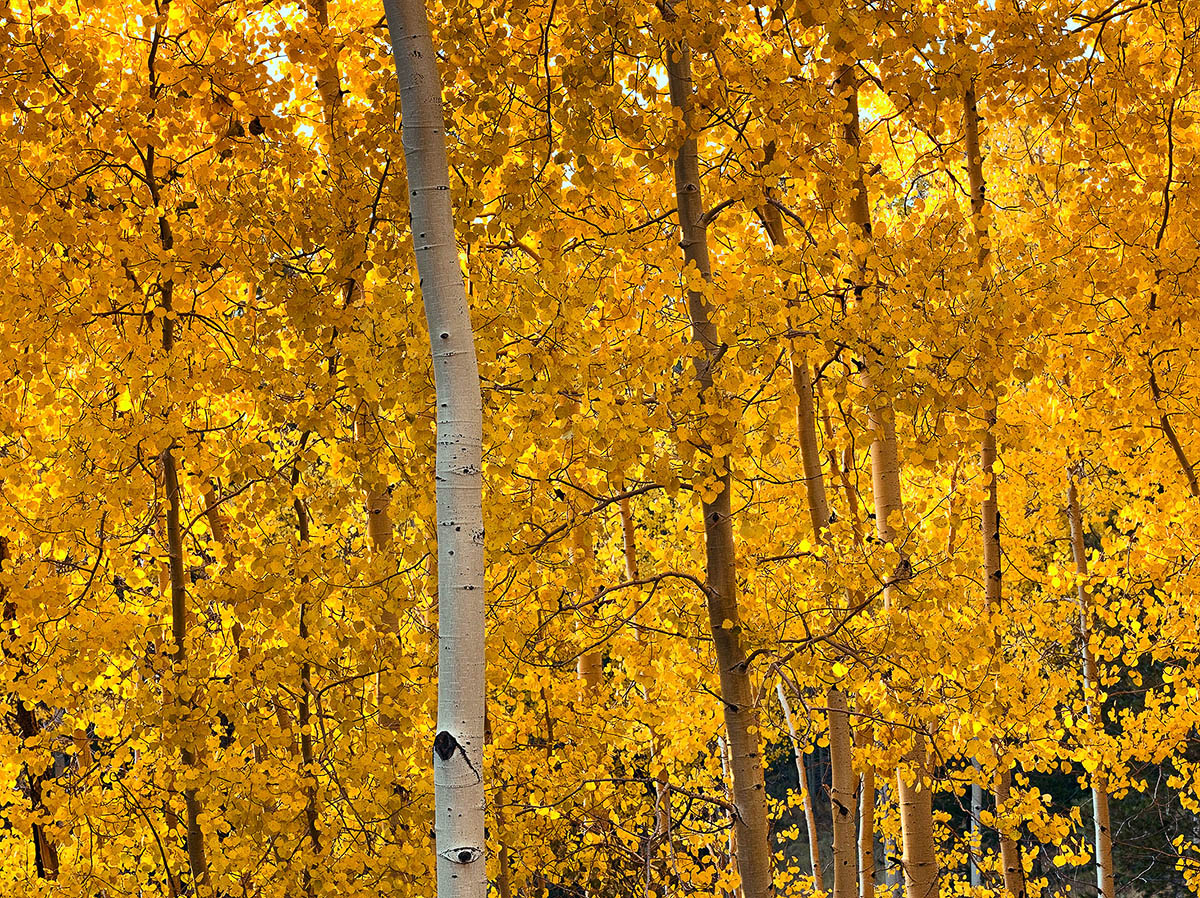
Amerikansk asp.
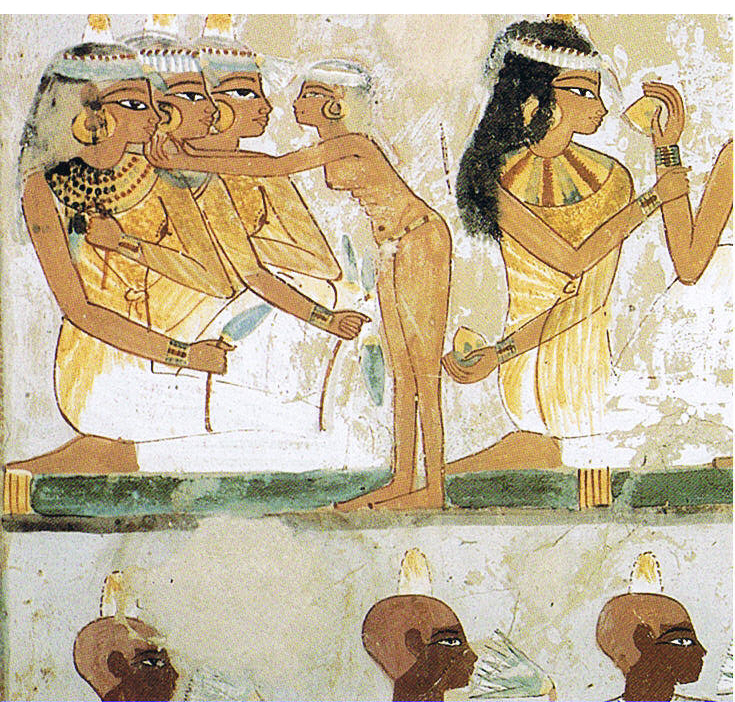
Gravsättningen i Nakht.
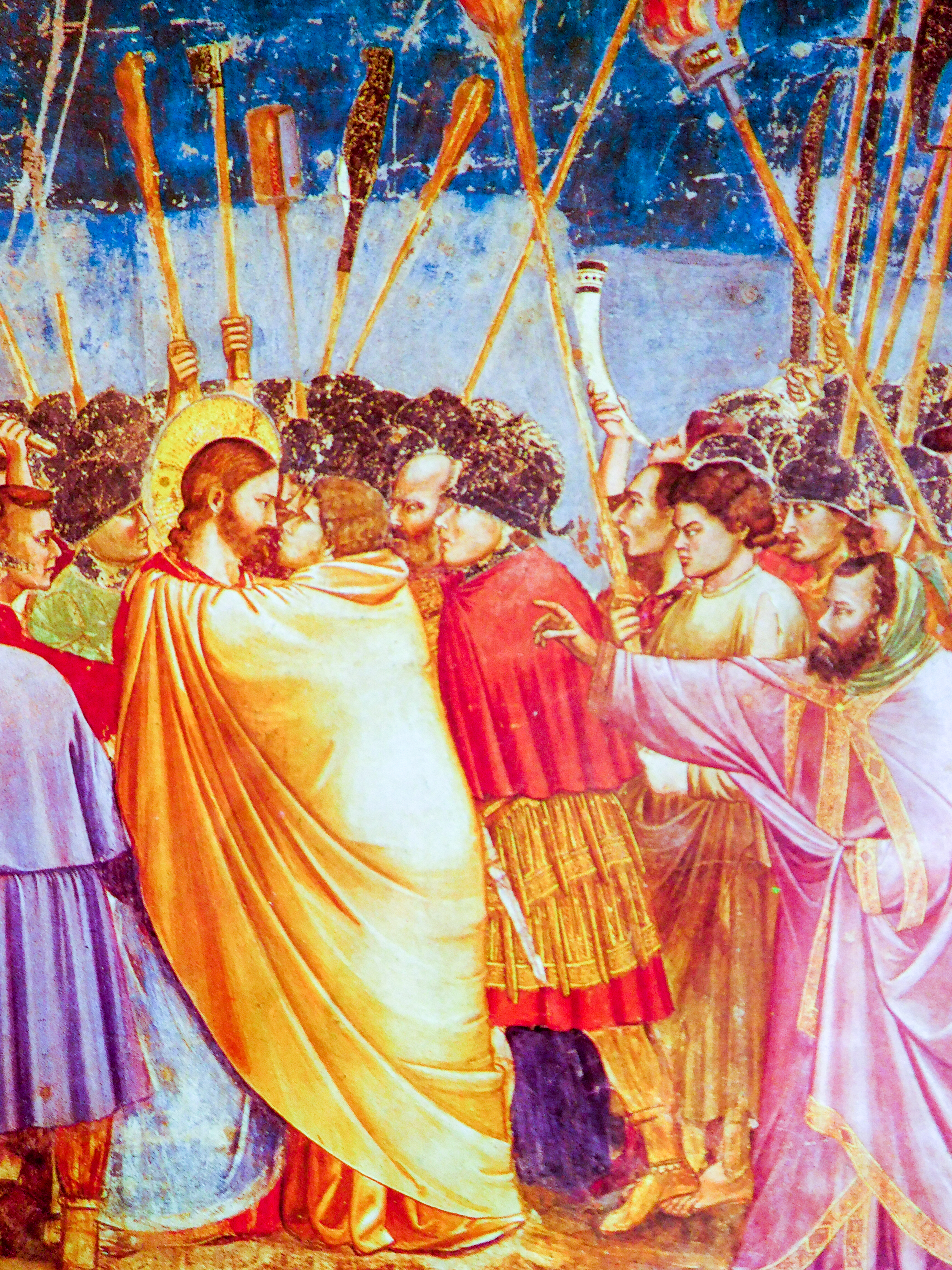
Judas förråder Jesus, fresk av Giotto från omkring 1310 i kyrkan Santa Maria dell'Arena i Padua. Under medeltiden associerades gult med Judas och därmed förräderi och hade dåliga konnotationer.
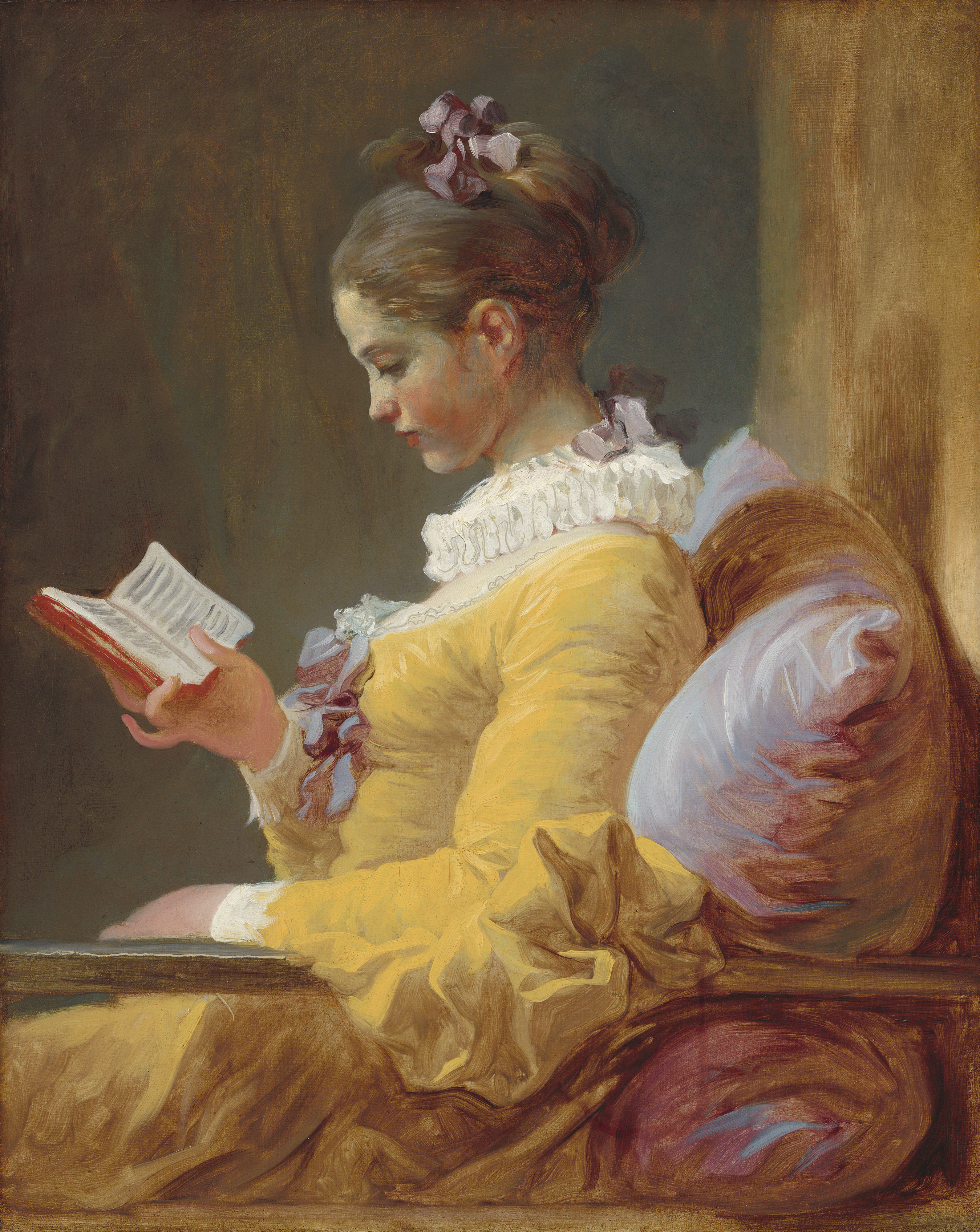
Under rokokon då pasteller var moderna blev gult en populär modefärg.
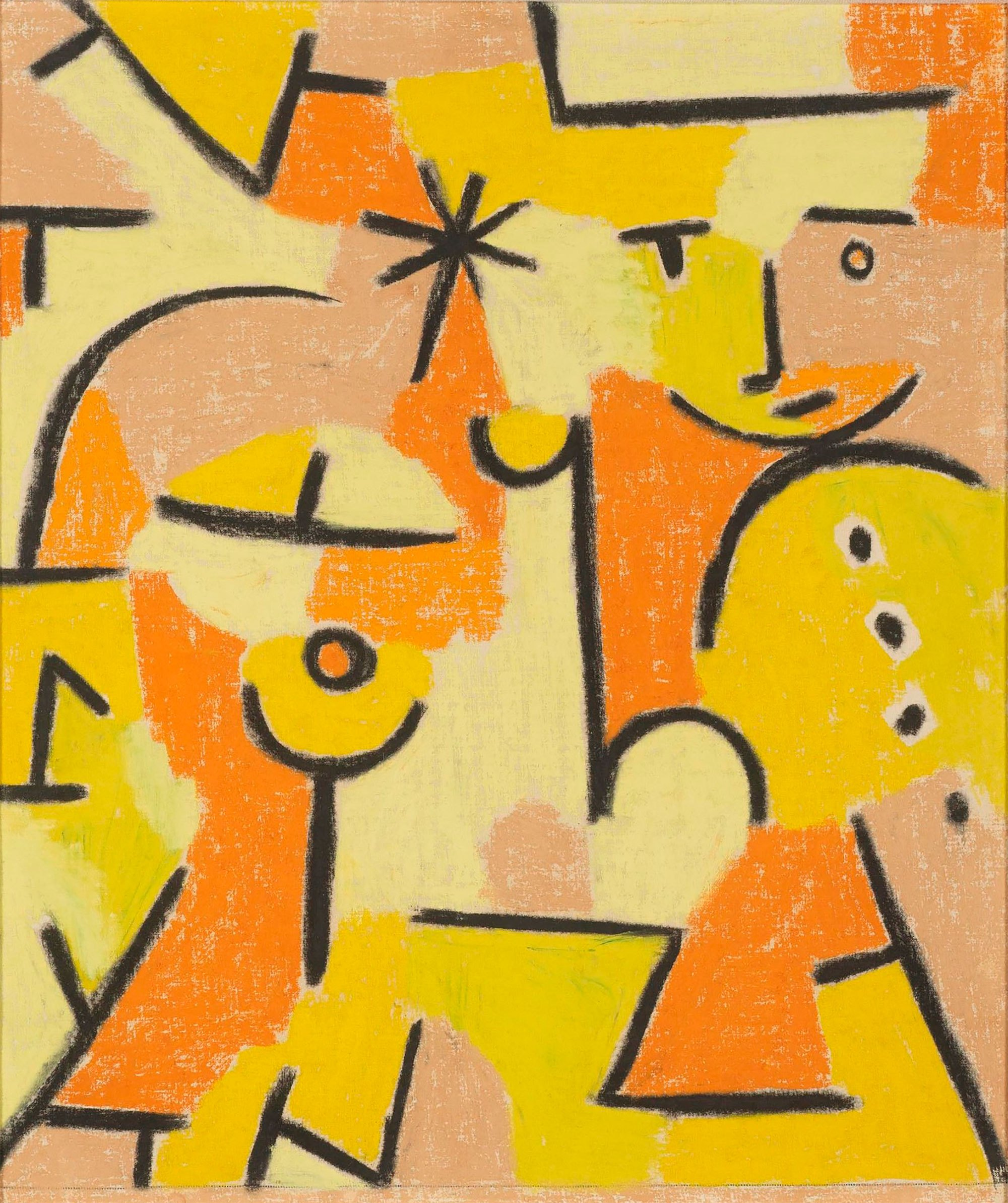
Figur in Gelb av Paul Klee, 1937.